# Komuna e Frashërit
Komuna e Frashërit är en kommun i Albanien.   Den ligger i prefekturen Qarku i Gjirokastrës, i den sydöstra delen av landet, 120 km söder om huvudstaden Tirana.
Trakten runt Komuna e Frashërit består till största delen av jordbruksmark.  Runt Komuna e Frashërit är det ganska glesbefolkat, med 24 invånare per kvadratkilometer.